# Mesquita de Taghribardi
El complex de Taghribirdí (àrab: مسجد ومدرسة ابن تغري بردي, masjid wa-madrasat Ibn Taḡrī-birdī) està format per una mesquita i madrassa, la tomba del promotor i un sabil amb màktab. Aquesta construcció forma part del conjunt arquitectònic conegut com a Caire Històric, declarat Patrimoni de la Humanitat per la UNESCO. Porta el número 209 del catàleg de monuments islàmics gestionat pel Supreme Council of the Antiquities. Està situada en una cantonada de l'antiga ciutat fatimita, prop de la mesquita d'Ibn Tulun.

## Història

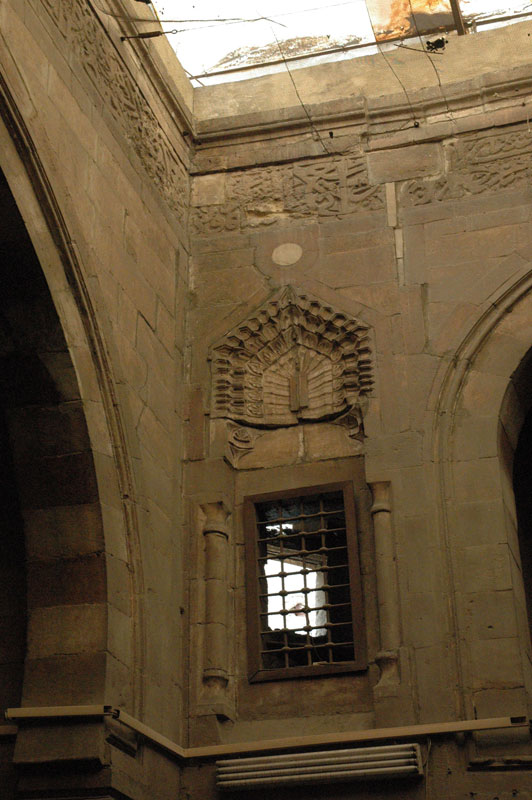
Mesquita de Taghribardi

Ibn Taghribirdí al-Buklumuixí era un mameluc del soldà Fàraj ibn Barquq (1399-1405 i 1405-1412) que va arribar al càrrec d'emir del soldà adh-Dhàhir Jàqmaq (1438-1453). Tenia una personalitat trista i amb mal caràcter. El 1442 va morir assassinat pels seus propis mamelucs. Una inscripció descriu l'edifici com una madrassa i que es va fundar el 1440.

## Descripció
El complex té dues façanes, la principal de les quals dona al carrer Saliba. Aquí s'obre l'alt portal trilobulat. A la seva esquerra es troba el sabil i el màktab, la font del sabil ara és ocupada per una botiga, el màktab de la planta superior presenta una balconada de fusta. Entre el sabil i el portal s'aixeca el minaret, que és de base quadrada i amb quatre finestrals. Una balconada el separa d'un cos cilíndric decorat amb relleus geomètrics, una segona balconada amb una galeria circular amb columnetes i un remat bulbós.

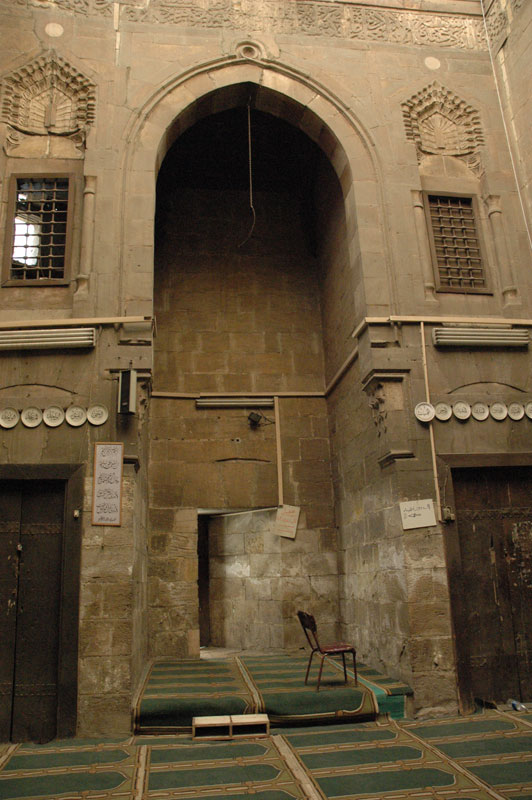
Iwan secundari

Oposada al minaret, a la dreta del portal es troba la cúpula de la tomba de Taghribardí, sobre un tambor amb finestrals i decorada exteriorment amb motius geomètrics.
La planta de l'edifici és sensiblement rectangular. La mesquita i madrassa està disposada en diagonal de manera que quedi ben orientada a l'alquibla. Els espais entre les façanes i la mesquita estan ocupats per elements secundaris (el sabil, la tomba i altres estances). La mesquita té un pati descobert amb quatre iwans de diferents dimensions, el més important orientat a l'alquibla, amb el mihrab. A la part alta del pati també hi donen uns finestrals alts que pertanyen a altres dependències.